# Drepanoneura donnellyi
Drepanoneura donnellyi – gatunek ważki z rodziny łątkowatych (Coenagrionidae). Endemit Kolumbii występujący w zachodniej części kraju – stwierdzony w departamentach Antioquia i Tolima.